# Moderno Football Club
El Moderno Football Club, fundado oficialmente como The Modern Foot-Ball Club, fue un antiguo club de fútbol con sede en Madrid, España. Fundado en noviembre de 1902, fue disuelto en 1904 tras ser absorbido por el Madrid Foot-Ball Club.
Pese a su corta historia, tuvo una destacada relevancia entre los clubes de Madrid tras conquistar, en su primer año de existencia, el inaugural Campeonato de Madrid de la temporada 1902-03.
El 30 de enero de 1904 fue absorbido por un diezmado Madrid Foot-Ball Club, pasando a denominarse Madrid-Moderno Foot-Ball Club. Pese a que el apelativo de «Moderno» terminó por caer en desuso casi desde su instauración, sí tuvo vigencia y continuidad histórica, a manos del emblema. La coincidencia en las iniciales de ambos clubes, permitió que el escudo madridista se readaptara en 1908 con un diseño tomado del club modernista.

## Historia
Fundado a finales del año 1902 como The Modern Foot-Ball Club, casi de inmediato castellanizó su denominación. Su primer presidente, y único conocido, Fernando Kummer, organizó el primer encuentro de la sociedad el 13 de noviembre, según refleja el diario El Cardo de la época (sin reflejar resultado y/o rival), aunque sí hacía mención al alto número de socios integrantes pese a su novel establecimiento. Apenas con un puñado de partidos preparatorios tomó parte en el Concurso de Bandas, el primero organizado por la recientemente establecida Federación Madrileña. Fue el primer partido oficioso de su historia frente a otra sociedad, el Sport Foot-Ball Club, también de nueva constitución. Disputado el 21 de noviembre, venció por 3-1.
Fue esta su principal fortaleza, aumentada cuando en 1903 absorbió al Iberia Football Club y al Victoria Football Club, adquiriendo así un gran potencial gracias al cual consiguió ganar el único título de su corta historia, el Campeonato de Madrid de Foot-Ball Association. Esta fue la primera edición del campeonato que designaba al campeón de la región y que daba acceso a disputar el Campeonato de España —actual Copa del Rey—. Se enfrentó al Madrid Foot-Ball Club, al Iberia Football Club y al Moncloa Football Club. El equipo venció por 1-3 al Moncloa F. C. y por 6-0 al Iberia F. C., para un total de cuatro puntos. Pese a que en un principio estaba proyectado a una disputa de 12 partidos, finalmente solo se jugaron dos por equipo. Así las cosas, y pese a que resultaría vencedor, para elegir al representante madrileño en el Campeonato de España se realizó el "Concurso Clasificación para el Campeonato de España". El honor finalmente recayó en el Madrid F. C. al ser el único club en presentarse para la disputa del torneo. Las relaciones entre estos dos clubes eran buenas, y fruto de ello se llegó al segundo y último hecho más trascendente de la costa historia del Moderno.
El 30 de enero de 1904 fue a su vez absorbido por el Madrid Foot-Ball Club que se encontraba muy diezmado por las bajas de futbolistas que se marcharon para formar el Athletic Club de Madrid (sucursal madrileña del Athletic Club bilbaíno), y para reforzar al Club Español de Madrid. El Moderno puso como condición que su nombre apareciese en la nueva denominación de la entidad, pasando así a llamarse Madrid-Moderno Foot-ball Club, nombre bajo el que compite en el Campeonato de Madrid de esa temporada. Finalmente el término "Moderno", último rastro del club, cayó en desuso con el paso del tiempo hasta quedar en vigor el nombre de "Madrid Foot-ball Club".
Antes de este importante logro, a finales de 1902, el club participó junto a todos los clubes madrileños de Madrid de la época, en el Concurso de Bandas, una especie de precursor del citado Campeonato Regional del año siguiente. En este concurso, denominado así por el premio en juego, unas bandas bordadas, el Moderno encajó frente al Madrid la que fue su peor derrota, por 16-0.
El Moderno F. C. pone una condición para integrarse: que su nombre aparezca en la nueva denominación del club, pasando así a llamarse "Madrid Moderno Foot-ball Club", nombre bajo el que compite en el Campeonato de Madrid de esa temporada.

## Palmarés
- 1 Campeonato Regional Centro: 1903.[5]